# Neurektomie
Neurektomie (lat für ‚Nervenschnitt‘) ist die chirurgische Durchtrennung eines peripheren Nervs (Denervierung). Im Gegensatz zur Neurotomie wird dabei ein Teilstücks des Nervs herausgeschnitten. Sie gilt als letzte Möglichkeit, um chronische Schmerzzustände zu beheben, wenn deren Ursache nicht abstellbar ist. Ein Nachteil dieser Methode ist es, dass dadurch auch trophische Funktionen des Nervs auf die Gewebe seines Versorgungsgebiets unterbunden werden. Zudem kann es durch neues Auswachsen der Axone zu einer Wiederherstellung der Innervation kommen. Darüber hinaus kommt es an der Durchtrennungstelle zur Bildung von Neuromen, die ihrerseits Schmerzen auslösen können.
Eine Neurektomie wird vor allem bei Pferden mit fortgeschrittener Podotrochlose durchgeführt. In der Gynäkologie gilt die Neurektomie des Plexus hypogastricus superior (präsakrale Neurektomie) als (umstrittene) Ultima Ratio bei nicht therapierbaren Unterleibsschmerzen oder Endometriose. In der Hals-Nasen-Ohren-Heilkunde wird gelegentlich eine Neurektomie des Nervus vestibularis superior zur Behandlung eines Drehschwindels durchgeführt. Die Neurektomie des Nervus musculocutaneus wird bei funktionslosem Arm und Kontraktur des Ellbogengelenks angewendet.